# Hans Thomalla

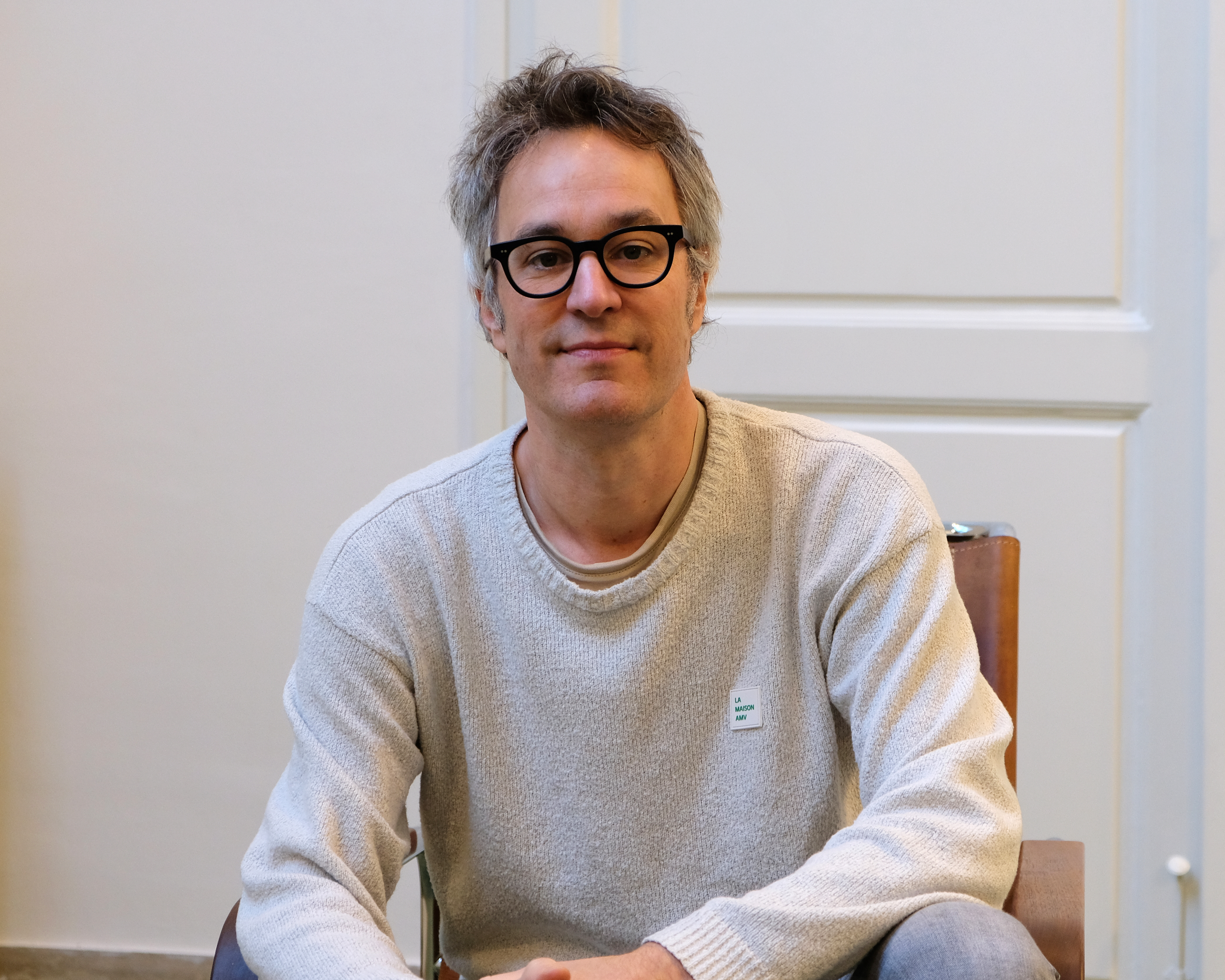
Hans Thomalla (2024)

Hans Thomalla (* 1975 in Bonn) ist ein deutsch-amerikanischer Komponist.

## Leben
Thomalla studierte 1994–1999 Komposition an der Hochschule für Musik und Darstellende Kunst Frankfurt am Main. Im Anschluss war er als Dramaturgieassistent an der Staatsoper Stuttgart tätig und betreute dort als Produktionsdramaturg u. a. Helmut Lachenmanns Musiktheater Das Mädchen mit den Schwefelhölzern. Von 2002 bis 2007 war er als Stipendiat des DAAD und der Stanford University Doktorand in Stanford, wo er seine Studien bei Brian Ferneyhough fortsetzte.
2007 bis 2024 lehrte er an der Northwestern University in Chicago als Kompositionsprofessor, wo er auch Direktor des Institute for New Music war. Seit 2024 ist er Professor für Komposition an der University of Chicago. In den Jahren 2014 und 2021 wirkte er außerdem als Dozent für Komposition bei den Darmstädter Ferienkursen.
Seine Werke wurden bei internationalen Festivals wie den Donaueschinger Musiktagen, dem Huddersfield Contemporary Music Festival, dem Eclat Festival Stuttgart, dem Pariser Festival d’Automne und den Wittener Tagen für neue Kammermusik aufgeführt. Interpreten seiner Werke waren u. a. Ensemble recherche, Ensemble Ascolta, Ensemble musikFabrik, Arditti Quartett, Spektral Quartet, Ensemble Modern und die Münchner Philharmoniker.
Seine erste Oper Fremd wurde im Juli 2011 im Großen Haus der Staatsoper Stuttgart uraufgeführt. Thomallas zweite Oper Kaspar Hauser entstand als Auftragswerk am Theater Freiburg und wurde dort im April 2016 uraufgeführt. 2020 kam seine dritte Oper, Dark Spring nach Frank Wedekinds Drama Frühlings Erwachen, am Nationaltheater Mannheim zur Uraufführung. 2024 brachte das Nationaltheater Mannheim in seiner Ausweichspielstätte, dem Schlosstheater Schwetzingen, Hans Thomallas vierte Oper Dark Fall nach Johann Wolfgang von Goethes Wahlverwandtschaften zur Uraufführung.

## Auszeichnungen
- 2004: Kranichsteiner Musikpreis[13]
- 2006: Christoph Delz Preis[14]
- 2006–2007: Fellow des Stanford Humanities Center
- 2009: CIRA Grant (Collaborative Initiatives for Research in the Arts) der Northwestern University
- 2011: Förderpreis des Ernst von Siemens Musikpreis
- 2013: Faculty Research Grant der Northwestern University
- 2014–2015: Fellow am Wissenschaftskolleg zu Berlin[15]
- 2017: Guggenheim-Stipendium[16]
- 2020–2021: Fellow am Kaplan Humanities Institut der Northwestern University[17]
- 2024–2025: Stipendiat in der Deutschen Akademie Rom Villa Massimo[18]

## Kompositionen (Auswahl)

### Solowerke
- Cello Counterpart für Violoncello (2006)
- Piano Counterpart für Klavier (2008)
- Percussion Counterpart für Schlagzeug (2009)
- Ballade.Rauschen für Klavier (2014)
- Air für Violine solo (2018)

### Kammermusik
- wild.thing für verstärktes Klavier, 2 Schlagzeuger (2002–2003)
- Momentsmusicaux für Flöte, Klarinette, Klavier, Viola, Violoncello (2003–2004)
- Noema für 2 präparierte Klaviere (2004)
- Stücke Charakter für Oboe, Klarinette, Klavier, Violine, Viola, Violoncello (2005)
- Lied für Saxophon, Klavier, Vibraphon (2007–2008/2012)
- Albumblatt für Streichquartett (2010)
- Albumblatt II für Saxophonquartett (2011)
- Wonderblock für Ensemble (Trompete, Posaune, Gitarre [elektr.] Klavier, Schlagzeug [2 Spieler], Violoncello) (2012–2013)
- Fracking für Saxophon, Streichtrio (2013)
- Bagatellen für Streichquartett (2015)
- Harmoniemusik [1–3] für verstärktes Ensemble (Flöte, Klarinette, Percussion, Klavier, Violine, Viola, Violoncello) (2019/20)
- why the same stars have different motions für Saxophon, E-Gitarre, Synthesizer (2021)
- Third Coast Lullaby für Schlagquartett (2024)
- Saxophone Quartet (2024)

### Ensemble- und Orchestermusik
- Ausruff für Kammerorchester oder großes Ensemble (1 Fl, 1 Ob, 2 Klar, 2 Trp, 1 Pos, Hfe, Klav, Git, 2 Perc, Streicher: 6-5-4-4-1, Live-Verstärkung) (2007)
- The Brightest Form of Absence – Multimedia-Komposition (Video: William Lamson) für Sopran, Ensemble (1 Ob,1 Klar, 1 Hr,1 Trp,1 Pos,1 Tub, Klav, Schlgz, Streicher: 1-1-1-1-1), Live-Elektronik, Video (2011)
- Flüchtig – Intermezzo für Orchester (2 Perc, elektr Git [ossia: Klar], Streicher: 10-8-8-6-3) (2011)
- Ballade für Klavier, Orchester (3-0-3-3, 3-4-3-1, 3 Schlgz, Hfe, Str: 14-12-10-8-6) (2016)
- … the Brent geese fly in long low wavering lines … für Orchester (2-0-3-2, 2-2-2-0, 3 Schlgz, Hfe, 2 Klav, Streicher: 8-6-6-4-3) (2021)

### Vokalmusik
- Three Desert Songs für Sopran, Klavier (2011)
- Duett und Traum – aus der Oper "Kaspar Hauser" für Countertenor, Sopran, Klavier (2016)
- I come near you für Chor (6 Sopran, 6 Alt, 6 Tenor, 6 Bass), Ensemble (Saxophon, Bassklarinette, Fagott, Klavier, Schlagzeug, Violine, Viola, Violoncello) (2016)
- Three Songs from Dark Spring für Countertenor, Trompete, Gitarre, Klavier, 2 Schlagzeuger, Violoncello, Posaune (2020)

### Musiktheater
- Fremd. Oper in drei Szenen, einem Intermezzo und einem Epilog für dramatischen Sopran, Chor (8 Alti, 16 Tenöre, 16 Bässe), Orchester (2 Fl, 2 Ob, 2 Klar, 2 Fg, 4 Hr, 2 Trp, 2 Pos, 1 Tub, 2 Schlgz, Klav, Git, Str: 10-8-8-6-3), Saal-Instrumente (1 Trp, 1 Sax, 1 Pos, 3 Schlgz), Marching Band (1 Fl, 1 Klar, 4 Trp, 4 Pos), Live-Elektronik (ad lib.) (2005–2011). UA am 2. Juli 2011 an der Staatsoper Stuttgart
- Kaspar Hauser. Oper in drei Akten (Text vom Komponisten) für Countertenor (Kaspar Hauser), 8 Sängerinnen und Sänger, Orchester (2 Trp, 2 Pos, Tub, Sax, Hfe, Klav, Akk, Gr. Trommel, Str: 8-6-6-4-2), Klangregie (2013–2015). UA am 9. April 2016 im Theater Freiburg
- Dark Spring. Song-Oper in elf Szenen. Text vom Komponisten nach Frank Wedekind. 4 Sängerinnen und Sänger (Mezzosopran, Alt, Tenor, Countertenor), Instrumental-Ensemble (1 Klar, 1 Trp, 1 Sax, 1 Git, 1 Klav, 1 Keyb, 2 Schlgz, Str: 0-0-0-1-1), Klangregie (Verstärkung). UA am 12. September 2020 am Nationaltheater Mannheim
- Dark Fall – Oper in 13 Szenen auf einen Text vom Komponisten und Juliana Spahr nach Johann Wolfgang Goethes „Wahlverwandtschaften“ (Songtexte von Joshua Clover) für 4 Sänger:innen (Sopran, Alt, Tenor, Bariton), Ensemble (Klarinette, Saxophon, Trompete, Posaune, Schlagzeug, Gitarre, Klavier, Keyboard, 2 Violinen, Viola, Violoncello, Kontrabass). UA am 29. Februar 2024 am Nationaltheater Mannheim (Spielstätte: Schlosstheater Schwetzingen)

## CDs
- Portrait-CD „Hans Thomalla - Ballade.Rauschen“ mit Ballade.Rauschen, Fragment, Piano Counterpart.  Yumi Suehiro (Klavier). sideband records 2025 (SIDEBAND 12)
- Dark Spring – Oper in elf Szenen van Hans Thomalla. Text vom Komponisten nach Frank Wedekind, Songtexte von Joshua Clover. OEHMS Classic 2021 (OE 994)
- Portrait-CD „Hans Thomalla – Bagatellen / Air / Noema“ sideband records 2020 (SIDEBAND 1)
- Fremd – Oper in drei Szenen, einem Intermezzo und einem Epilog von Hans Thomalla. Aufnahme aus der Staatsoper Stuttgart. col legno 2012 (WWE 2SACD 40403)
- Portrait-CD „Hans Thomalla: Momentmusiceaux / wild.thing / Cello Counterpart / Stücke Charakter“ WERGO 2008 (WER 6571 2)
- The Brightest Form of Absence. Multimedia-Komposition für Sopran, Ensemble, Live-Elektronik und Video. Auf: Donaueschinger Musiktage 2011, NEOS 2012 (NEOS 11214-16)
- Ausruff für Kammerorchester. Auf: Donaueschinger Musiktage 2007, Vol. 2, NEOS 2008 (NEOS 10825)

## Schriften
- Aspekte Analytischen Komponierens. In: Jörn Peter Hiekel (Hrsg.): Komponieren in der Gegenwart. Texte der 42. Internationalen Ferienkurse für Neue Musik 2004. im Auftrag des IMD. (= Darmstädter Diskurse. 1). Pfau-Verlag, Saarbrücken 2006, ISBN 3-89727-337-3, S. 96–112.
- Counterparts. In: Claus-Steffen Mahnkopf,  Frank Cox, Wolfram Schurig (Hrsg.): Facets of the Second Modernity. Wolke Verlag, Hofheim 2008, ISBN 978-3-936000-17-7, S. 229–241.
- ‚An den Rand des Augenblicks’. Komponieren als Schaffung von Gegenwart. In: Jörn Peter Hiekel (Hrsg.): Vorzeitbelebung. Vergangenheits- und Gegenwarts-Reflexionen in der Musik heute. Wolke Verlag, Hofheim 2010, ISBN 978-3-936000-85-6, S. 71–82.
- Bedeutungsspuren – Widersprüche im zeitgenössischen Musiktheater. In: Anke Roeder, Klaus Zehelein (Hrsg.): Die Kunst der Dramaturgie. Ein Handbuch. Henschel Verlag, Leipzig 2011, ISBN 978-3-89487-655-5, S. 58–70.
- Tonality and affect today. In: Darmstädter Beiträge zur neuen Musik. Bd. 26 (2024), S. 35–53.